# Fouad Chafik
Fouad Chafik (en árabe: فؤاد شفيق‎; Pierrelatte, 16 de octubre de 1986) es un futbolista francés, nacionalizado marroquí, que juega en la demarcación de defensa.

## Selección nacional
Hizo su debut con la selección de fútbol de Marruecos el 12 de junio de 2015 en un encuentro para la clasificación para la Copa Africana de Naciones de 2017 contra Libia que finalizó con un resultado de 1-0 tras el gol de Omar El Kaddouri. Además disputó varios partidos de la clasificación de CAF para la Copa Mundial de Fútbol de 2018.

## Clubes
| Club                | País    | Año       | Partidos | Goles |
| ------------------- | ------- | --------- | -------- | ----- |
| UMS Montélimar      | Francia | 2007-2010 |          |       |
| A. S. Valence       | Francia | 2010-2012 | 41       | 6     |
| F. C. Istres        | Francia | 2012-2014 | 81       | 1     |
| Stade Lavallois     | Francia | 2014-2016 | 76       | 2     |
| Dijon F. C. O.      | Francia | 2016-2021 | 125      | 1     |
| F. C. Lausana-Sport | Suiza   | 2021-2022 | 27       | 0     |